# Protitankovski top
Prótitánkovski tòp je vrsta artilerijskega orožja, namenjenega za poj proti tankom in ostalim oklepnim sredstvom.

## Zgodovina razvoja
Že med prvo svetovno vojno se je izkazalo, da za uničenje takratnih oklepnih vozil potrebujejo posebne topove. Tako so začeli z razvojem artilerije, ki je zmožna izstreliti visokohitrostne izstrelke, ki bi bili zmožni prebitja tankovskega oklepa. Razvoj protitankovskih topov je potekal premočrtno z razvojem debeline tankovskega oklepa in obratno (konstruktorji tankov so razvili močnejši, debelejši oklep, zato so konstruktorji topov razvili močnejši top/strelivo, ki je bilo zmožno prebiti tak oklep, zato so bili konstruktorji tankov prisiljeni razviti nov oklep, ...). Druga svetovna vojna je bila hkrati višek in začetek zatona protitankovskih topov, saj so med samo vojno razvili večje število topov, ki so bili zmožni uničiti tudi najdebelejše oklepe. Toda z istočasnim razvojem protioklepnih raketnih orožij so kmalu postali nezadostni in počasi postali nepotrebni; kljub temu jih uporablja še večje število držav tretjega sveta.
Razvili so tudi netrzajni top, ki je bil manjši in lažji kot klasični protitankovski topovi, izstreljeval je granate istega kalibra in brez povratnega trzaja.